# 長鰾盤鮈
长鳔盤鮈（学名：Discogobio macrophysallidos）为輻鰭魚綱鯉形目鲤科盤鮈屬的鱼类。在中国，分布于云南省富源、罗平等。该物种的模式产地在富源、罗平。體長可達12.1公分，棲息在高山溪流，會用嘴部吸盤吸附岩石。

## 扩展阅读
維基物種上的相關：长鳔盤鮈